# نواه شيلدون
نواه شيلدون (بالإنجليزية: Noah Sheldon)‏ هو مصور أمريكي، ولد في 1975.